# Donna con cappello
Donna con cappello (Femme au chapeau) è un dipinto a olio su tela (80,65x59,69 cm) realizzato da Henri Matisse nel 1905 e conservato a San Francisco presso il Museum of Modern Art (n. inv. 91.161). L'opera è firmata "HENRI MATISSE".

## Storia
L'opera fu esposta al Salon d'Automne del 1905, assieme a nove altre opere d'arte appartenenti al gruppo di espressionisti francesi definiti, a partire da questa esposizione, Fauves. Il quadro provocò grande sconcerto tra il pubblico, ma fu immediatamente acquistato dalla famiglia Stein (Michael, Sarah, Leo, e Gertrude). Sarah e Michael portarono il dipinto a San Francisco, qui fu acquistato negli anni cinquanta dalla famiglia Haas e da questa donato al MOMA nel 1991.

## Descrizione
La donna (la moglie di Matisse, Amélie), posta di tre quarti, guarda l'osservatore facendo mostra del suo abbigliamento borghese  e, soprattutto, del suo appariscente e monumentale cappello. Un lungo guanto le avvolge la mano e il braccio destri, mentre un ventaglio aperto le copre la parte superiore del busto. La moglie del pittore è dipinta con chiazze di colore verde sul naso e sulle guance, i capelli rosso fuoco, un grande cappello piumato in testa che, in una "festa" di colori dal blu al rosso, al verde, al giallo, riprende tutti i contrasti cromatici del dipinto.
Attraverso la violenza cromatica l'artista intende affermare se stesso e la propria personalità. I colori utilizzati sono sia puri che in unione con altri. I gialli vengono accostati al violetto, il rosso al verde, il blu all'arancio, in un rinforzarsi vicendevole dei complementari; inoltre, gli stessi primari sono sempre giustapposti. Ogni tinta ha una determinata funzione consistente nel modellare le masse e nel creare ombre: quelle del viso, sono verdi o azzurre, mentre quelle del collo sono arancioni. A differenza di Van Gogh e Gauguin, per i quali i colori decisi a cui facevano ricorso costituivano un'enfatizzazione di quelli presenti nel soggetto rappresentato, Matisse non cerca la somiglianza cromatica oggettiva. Il colore è steso sulla tela con violenza e con un'immediatezza tale da non coprirla mai completamente; infatti i brani non dipinti del supporto diventano (come già in Van Gogh), elementi cromatici della composizione. Una linea scura e sfrangiata evidenzia i contorni di alcune parti della figura (braccio, spalle, cappello) in modo da sostenerla e renderla più graffiante e incisiva. Altri elementi del dipinto senza la linea di contorno (come la porzione destra del volto), sono definiti per contrasto dalle chiazze di colore dello sfondo. La tecnica rapida fa in modo che il dipinto appaia appena abbozzato. La forza e la densità delle campiture di colori contribuiscono a conferire espressività al soggetto, ottenuta mediante l'armonia con le linee. È una tecnica simile a quella degli espressionisti tedeschi, anche se tuttavia è priva di ogni legame con la realtà sociale e delle drammatiche condizioni umane del periodo che caratterizzavano i temi dell'Espressionismo.

## Analisi
Il dipinto destò scandalo e fu definito «un barattolo di pittura gettato in faccia al pubblico». Il pubblico del Salon descrisse l'opera come "una signora verde, con il naso verde e le guance verdi" e un "attentato al gusto e al buon senso", tentando più volte di strapparla (come scritto anche dalla collezionista Gertrude Stein che acquistò il dipinto). Tutto ciò è dovuto al fatto che il quadro, che raffigura un soggetto tipico della tradizione e legato alla rappresentazione riconoscibile e verosomigliante dal soggetto, risultava incomprensibile, un insieme di colori assurdi, privo di proporzioni e di coerenza anatomica. Il cappello-fruttiera era troppo grande per la figura, il volto contraddistinto da tinte acide e innaturali, il corpo, su cui si stendeva il ventaglio, risultava schiacciato e appena abbozzato, e sembrava presentare contemporaneamente sia il busto che le spalle. Pur richiamando nella postura la ritrattistica del Cinquecento, da Raffaello a Tiziano, la figura è definita da un disegno rudimentale con una spessa linea nera dall'andamento spezzato. Attraverso queste ricerche così ardite, Matisse voleva superare la pittura accademica, ma anche l'Impressionismo, visto come un linguaggio troppo legato alla sterile riproduzione della realtà.